# واتش دوغز
واتش دوغز (أو واتش دوجز) (بالإنجليزية: Watch Dogs)‏ هي لعبة فيديو من نوع أكشن-مغامرة وعالم مفتوح من تطوير يوبي سوفت مونتريال ونشر يوبي سوفت بدأت يوبي سوفت بتطوير اللعبة منذ عام 2009, اللعبة صدرت على إكس بوكس 360 وبلاي ستيشن 3 وبلاي ستيشن 4 وميكروسوفت ويندوز. وسوف تصدر لاحقا بالنسبة لجهاز وي يو
تركز اللعبة على قدرة اللاعب على التسلل إلى الأنظمة الإلكترونية المختلفة، إما للحصول على معلومات والتحكم بها أو تدمير هذه الأجهزة بالكامل.

## قصة اللعبة
بداية القصة في شيكاغو عام 2003 هناك فايروس حاسوبي نشره أحد الأشخاص يدعى «ريموند» وبعد 4 ساعات انتشر الفايروس في المدينة وبعد 10 سنوات أصبحت المدينة يُسيطر عليها من خلال حاسوب وهذا الحاسوب تملكه شركة خاصة تكسب مصالحها من خلال نظام الـ"CTOS" وهو نظام يتحكم بكل شئ في المدينة تقريباً مثل الكاميرات الأبواب الجسور وشبكات الإتصال وأكثر وبسبب الفايروس أصبح أي شئ في المدينة يسهل اختراقه.

## بطل اللعبة
بطل اللعبة «أيدن بيرس» "Aiden Pearce" هو هاكر محترف مشهور في مدينة شيكاغو ذو مهارات عالية استطاع ان يخترق وحده نظام ال"CTOS"، ويتحكم في المدينة بكاملها وحصوله علي معلومات جميع المدنيين، بالإضافة الي انه ملاحق من قبل السلطات.

## ديمو اللعبة
في البداية سوف تجد البطل يتجول في المدينة بمنظور الشخص الثالث وأمامه مهمة على الخريطة والتي تتواجد داخل كازينو، ولكن هذا الكازينو لا يدخله أي شخص غير الذين يحملون دعوة، ومن هنا يظهر الأسلوب الجديد كيف سيدخل إذا؟ حتى يدخل البطل إلى الكازينو كان عليه أن يشغل رجل الأمن بأن يخترق الهواتف ليضعف من شبكتها ليجعل رجل الأمن يتحرك بهاتفه ومن ثم يدخل البطل، وهذا أعطى انطباع رائع جدا لدى اللاعبين حول السيطرة على البنية التحتية لأمريكا من هواتف وإشارات مرور والجسور وأيضا الترام، كل هذا ظهر في قائمة عرضها البطل حتى يستطيع أن يدخل إلى الكازينو.
أيضا اللعبة تعرض لنا إمكانياتها في جمع معلومات عن أي شخصية أو التنصت على هواتف الغير كما شهدنا في الهدف الذي كان يتبعه في الكازينو ويظهر على رأسه أيقونة محددة، ولكن بعد ذلك يخرج البطل من الكازينو ويقوم بالتحكم في أشارات المرور قبل وصول الهدف ليسبب حادثة مرور، وبذلك يكون نجح في هدفه وتعطيل حركة السير على الهدف المتبع ومن هنا يتم استعراض التصويب ومنظوره، وتعتمد اللعبة على تصويب دقيق ورائع جدا بحيث تظهر علامة التصويب بنقطة صغيرة مما تجعلك تستطيع قتل الأعداء بسهولة بتصويب من خلف الكتف.
كما أن اللعبة أظهرت لنا نظام التغطية الذي ظهر بشكل رائع ومشابه لمعظم الألعاب الحالية ويمكنك أن تصوب على الأعداء من خلف التغطية بالتصويب عليهم، أو تقفز من فوق التغطية وتفاجئ عدوك كما ظهر بالعرض، كما أظهر العرض مساعدة البطل لأحد المدنين في السيارة وهذا يجعلك اللعبة لا تعتمد على قتل المدنين مثل ألعاب العصابات، وبعد ذلك ندخل على الجزء التشويقي جدا وهو قيادة السيارات وتقودها للابتعاد عن مجال الشرطة ومطارداتها لك على ما فعلته، هذا يجعلك بعيد تماما عن العمل لدى الشرطة وأنك عميل لأحد الشركات وتقوم بمهام سرية، وقيادة السيارات تدل على حرية التحرك في العالم المفتوح وان هناك مطاردات من الشرطة إذا قمت بعمل قتال أو ضرب نار.

## وصلات خارجية
- واتش دوغز على موقع IMDb (الإنجليزية)
- الموقع الرسمي
- العرض الرسمي للعبة. على يوتيوب
- عرض طريقة اللعب. على يوتيوب
- عرض دعائي رسمي باللغة العربية. على يوتيوب